# جان روسيل
جان روسيل (بالإنجليزية: Jean Roussel)‏ هو ملحن ومنتج أسطوانات موريشيوسي، ولد في 1951 في بورت لويس في موريشيوس.

## وصلات خارجية
- الموقع الرسمي
- جان روسيل على موقع IMDb (الإنجليزية)
- جان روسيل على موقع ميوزك برينز (الإنجليزية)
- جان روسيل على موقع ديسكوغز (الإنجليزية)